# Monica (película)
Monica es una película ítalo-estadounidense de drama de 2022 dirigida por Andrea Pallaoro, a partir de un guion coescrito junto con Orlando Tirado. La película está protagonizada por Trace Lysette, Patricia Clarkson, Emily Browning, y Adriana Barraza.

## Reparto
- Trace Lysette como Monica
- Patricia Clarkson como Eugenia
- Emily Browning como Laura
- Adriana Barraza como Leticia
- Joshua Close como Paul

## Producción
En septiembre de 2020, Patricia Clarkson, Trace Lysette, Anna Paquin y Adriana Barraza se unieron al reparto de la película, con Andrea Pallaoro dirigiendo un guion que escribió junto a Orlando Tirado. En junio de 2021, Emily Browning se unió al elenco de la película, reemplazando a Paquin, quien abandonó el proyecto debido a conflictos de horario.
La fotografía principal comenzó en junio de 2021.

## Estreno
La película tuvo su estreno mundial en la 79.ª edición del Festival Internacional de Cine de Venecia el 3 de septiembre de 2022. Se estrenó en Estados Unidos el 12 de mayo de 2023.